# 克拉拉·贝塔西
克拉拉·佩塔奇（義大利語：Clara Petacci；1912年2月28日—1945年4月28日），意大利人，贝尼托·墨索里尼的情婦。

## 生平
1945年4月27日，她与墨索里尼一起从意大利北部向瑞士逃亡时，被从事意大利抵抗运动的意大利共产党游击队俘虏，和墨索里尼一起被处决，卒年33歲。